# 聖石の使徒
『聖石の使徒』（せいせきのしと）は、前田珠子による日本のライトノベル。イラストは山本鳥尾が担当している。コバルト文庫（集英社）より2001年8月から2011年4月まで刊行された。

## ストーリー
世界最北の大陸・豊珠の中でも北にある国・玉濫。その中でもさらに北部にあるアスカニーリ神殿で修行中の、聖石の子供・アラクセイトとソラミイノは、ある依頼のため派遣されてきた、2人の珊瑚の使徒と共に「凍ってしまった」不凍湖へ行くことに。
だが、旅の途中で、世界を蝕む瘴気を放つ、喪月神の執念ともいうべきものにアラクセイトが攫われてしまう。彼女は、以前にも喪月神による神隠しに遭っていた。その影響で能力をうまく制御できなくなっていたアラクセイトだが、火事場の馬鹿力とも言うべき強運で本来の力を取り戻し、事件を解決に導く。
その後、珊瑚の使徒たちと共に世界を旅することになった2人は、ある事件をきっかけに、2人の鋼玉の使徒と公には存在の明かされていない金剛石の子供・ガネルオージェに出会う。更に地神神殿に立ち寄った際、ソラミイノに急な知らせが届いた。知らせを受けて、珊瑚の使徒とアラクセイトを伴い自宅へ戻った彼女の前には、行方知れずになった5年前と変わらぬ姿の兄が。
数日後、変わってしまった現実を見て、再度行方をくらました兄を追うため、ソラミイノは家出を決行する。が、それはアラクセイトに読まれていたどころか、珊瑚の使徒たちや神々の思惑があって成功したものだった。
途中で再会したガネルオージェを加え、手配されているはずの地神神殿には極力立ち寄らない旅を続ける一行は、ソラミイノの兄の体を乗っ取り復活を遂げた喪月神に対抗できるのか。

## 登場人物

### 主な登場人物
アラクセイト（アーク）
石墨の子供。癖のない紫紺の髪と黄燈色の瞳を持つ15歳の少女。火神・イイタールの娘で、精霊を見ることが出来る。ソラミイノとは神殿でのルームメイト。ソラミイノより神殿に来るのは3年も遅かったが、ぐんぐん成績を上げ、同じクラスになる。頭の回転自体は速いのだが、ソラミイノが神殿内で優遇される理由を「成績がよくて面倒見もいい優等生だから」だとしか考えていなかったほど天然な性格が災いして、危なっかしいところがある。が、天然ゆえに無意識に核心をついた発言をすることも。
神殿に入る前は子供石を薪代わりにすることで家族を凍死から守っていたため、鋼玉の使徒2人からもらった極上の子供石を見て「何粒あれば越冬できるか」を考えてしまうなど、金銭感覚がいささかおかしい。また、ごくありふれた石を抱いてきたため、母親から何度も「卑屈になってはいけない」と言われており、「わたしなんか」は禁句として口にしない。しかし、事あるごとに「能力をまともに制御できない自分が使徒に選ばれるはずはない」と思っており、神殿を出た後は自分の能力を家計の助けにしようと考えている。
喪月神の瘴気を浄化することの出来る炎を発生させられるほどに強い火神の加護を受けているため、度々喪月神に狙われる。また、4年前に喪月神による神隠しに遭って以降、急に能力の制御が出来なくなり、自分の子供石を薬湯に変えられないほど技術面で落ちこぼれてしまっている。そのためもともとの学習意欲に加え、最低限の成績を確保するべく勉強したので、知識は豊富。第1巻の事件中に、強運によって本来の力を取り戻したが、その力は本人が思う以上に強まっており、現在も制御しきれていない。そのため度々力を暴発させてしまい、「素直で可愛い危険物」「天然ぽややんの火薬庫」などと評される。
瘴気を浄化する際、自身の子供石である石墨ではなく、何故か様々な色の金剛石を生み出すが、普段でも精神を集中させすぎた場合、「一部だけ金剛石に変化した石墨」を生むことがある。
ソラミイノ（ミイノ）
砂金水晶の子供。白金色の髪と青緑の瞳を持つ15歳の少女。火神の娘ではないがそこそこ強い加護を受けているため発火能力を持ち、精霊を見ることも出来る。神殿での修行も1年年長者のクラスで好成績を収める優等生で、寮での室長。その実力から近々使徒となる可能性の最も高い子供とみなされている。
面倒見のよい性格から、アラクセイトには同い年であるにも拘らず「頼りになるお姉さん」として見られている。本人は、3年遅れてやってきたにもかかわらず、あっという間に同じクラスになったアラクセイトをライバル視したくてたまらないのだが、天然で大ボケをかます性格と、神隠し以降の落ちこぼれ度合いのため危なっかしくて眼を離せず、世話を焼いているというのが真相。
実家は神殿の有力者であるストリーヴ一族。その影響からなるべく逃れるため、7歳で神殿に入った時はあえて辺境の神殿を選んだらしい。
兄の体を奪った喪月神に攫われ、月神気の満ちた場所にいたためか、月神気を扱う力を得た。現在は三度姿をくらました兄を追って行方不明。
ガネルオージェ（ガネル）
金剛石の子供。黒色の髪と銀灰色の瞳をもつ。ある事情から一時的に体の成長が遅くなっており、20歳を過ぎているにも拘らず15歳前後にしか見えない青年。
美陶における、とある事件の当事者としてトリノアーク・ナウルニールと出会い、その監督下に置かれることに。武器に、紅玉を埋め込んだ長剣と青玉を埋め込んだ短剣、青玉を埋め込んだ針を持つ。これらの石は彼の師匠格である2人の子供石である。また、自身の子供石を埋め込んだ剣を使う場合もある。
現在公式には金剛石の子供（あるいは使徒）は見つかっていないため貴重な存在だが、ある事件の際、師匠の言いつけを守らなかったため現在破門の身であり、壊れかけた、師匠の子供石を埋め込んだ腕輪を直すため、彼らの子供石を持つアラクセイトらに同行している。神殿に籍を置いておらず、師匠コンビと各地を転々としていたため、3人の中では一番世慣れている。

### 聖石の子供
ライランテ
蛍石の子供。アラクセイトとソラミイノの神殿でのルームメイト。
ファラライネ
紅水晶の子供。玉濫の第三王女。10年以上神殿に籍を置いていたことから、アラクセイトらのルームメイトには近しい存在と見なされている。
シャラクセイタ（セイタ）
『瘴の女神を癒す者』（『其は焔をまとうもの』収録）に登場。金真珠の子供。璃楽の招外という港町に住む庶出の王女。聖石の気配を完全に隠した状態の使徒を一目で看破するなどその潜在能力は高いのだが、半身である聖石を生まれた直後に奪われている。また、犯罪組織に狙われているため、女の子なのだが男の子のような衣服と髪型で誤魔化している。
璃楽出身の使徒の男女比がおかしいことを受けて調査にやってきたセイタマールとカーラトーニの2人に救われた。2人による事件解決から3ヵ月後、庶出の王女という権利を放棄して監督員の入った雷牙（らいが）の学院に入り、7年後には真珠の使徒となる。使徒・シオルリイリは義理の従姉。
サラナゲイダ
『瘴の女神を癒す者』に登場。赤瑪瑙の子供。組織犯罪に巻き込まれて行方知れずになったが、後に産んだ娘・シャラクセイタを守るため、悪天候の中、出産後の衰弱した体で姉の婚家に辿りつくも、命を落とす。
シオルリイダ
『瘴の女神を癒す者』に登場。紅水晶の子供。割と大きな船主である父の後妻・カザルゼイタとは仲が良く、カザルゼイタの姪に当たるシャラクセイタにも姉と慕われていた。
サラナゲイダの件で神殿が信頼できなくなった両親の手引きで他国へ逃げ、無事に使徒・シオルリイリとなる。
エーメンティア
『揺籃の瞳』に登場。紫水晶の子供。紫蘭の王女。空神神殿の巫女から複雑な神託を受けており、敵対する隣国への輿入れに合わせて派遣されてきた、同じ黒髪黒瞳のカーラトーニと入れ替わって神託から逃れる。後に使徒・エーメンティーニとなる。
姫刀自（ひめとじ）
『蒼の組木箱』に登場。琥珀の子供。光の加減で金にも緑にも見える長い髪と琥珀色の双眸の女性。樹翁大陸のとある森の中で暮らしてきた人々の末裔だが、ある事情からその里に戻れなくなってしまった。都会の常識に疎いが、料理はうまい。
サンネイド
『狩人の覚悟』『狩人の宝』に登場。天河石の子供。孤児院育ちで、7歳の時に神殿に入ったが、孤児院に来た時点で半身である聖石を失っており、力の制御がほとんど出来ないこともあって、その後使徒にはなれないと言われたらしい。
しかし、ある日「凄い人」に弟子入りすべく神殿から行方をくらましてしまった。それを不審に思った孤児院の弟分が、最寄の神殿に話を持ち込むも信じてもらえず、苦悩していた。結果、オサラディーンがもたらした手紙によって、セイタマールと伽羅が調査することに。

### 聖石の使徒
セイタマール（セイ）
血赤珊瑚の使徒。朱色の髪と褐色の肌を持つ長身の男性。2歳年下のカーラトーニとペアを組む。治癒能力に特化する者の多い珊瑚や真珠の使徒の中で、このペアは攻撃に特化している異質なペアである。寡黙で、物事を過激な方向へ誘導しがちなカーラトーニのストッパーと思われがちだが、実はそうでもない。
アラクセイトとソラミイノの師匠格。特殊な宿命を授かっていたため、神殿の巫女による神託を受け、生まれてすぐに親元から離され、使徒名を授かる。少年時代から既に長身だった。
自身の子供石を柄にはめ込んだ剣で瘴気を宿した相方の体を斬ることで、瘴気のみを浄化するが、その相方が喪月神の瘴気に侵されていた場合、体ごと斬られて死ぬことになるため、陰では「狩人」とも呼ばれる。しかし本人は最初の相方がその宿命で命を落とす際に初めて知った。
初めてペアを組んだ相手をその宿命によって失ってから、伽羅の最後のパートナーとして呼ばれ、しばしの間行動を共にする。自分の能力が原因で相方を失うことを恐れていたため、その仕事が終わった後はペアを解散するつもりだったが、度重なる懇願に根負けし、「女にならない」という条件でペアを続行するが、伽羅が女になってしまったことで一時苦悩する。
水の加護を受ける珊瑚の使徒だが、聖石が赤いので、若干相反する炎の属性も持つ。そのため、珊瑚の使徒でありながら、水の力はあまり強くなく、カーラトーニと比べると感覚も弱い。
カーラトーニ（カーラ）
黒珊瑚の使徒。黒髪黒瞳の美女。感覚が非常に鋭い。水の加護が強すぎたため、性別が流動していた過去を持ち、当時神殿では神聖文字で「伽羅（から）」と呼ばれていた。その力の強さは、暴走状態になった際に同じ水の守護を持つ黒真珠の使徒を溺死させかけたほどらしい。また、セイタマールと出会う14歳頃には既に使徒として認められていたが、性別が定まっていなかったために使徒名を名乗ることが出来なかった。
特殊な存在であるため神殿の外にはほとんど出たことがなく、最初は自分の容姿についても頓着していなかった。性別が定まる前に度々ペアを探しているが、無鉄砲な部分のある性格と力の強さ故に悉く失敗、最後の相手としてセイタマールに出会う。セイタマールとのペアがうまく行かなければ籍を置く神殿の「籠の鳥」となるため、正式にペアを組むことをセイタマールに懇願し続けていた。セイタマールと初めて組んだ2年後、当初籍を置いていた神殿から、セイタマールが籍を置く那八の神殿に籍を移すことに。しかしその直前に、16年もの間流動していた性別が定まってしまう。
当初は常に敬語で話していたが、「落ち着かない」と言われたためセイタマール相手の時は普通に喋るようになった。その後、セイタマールの以前の相棒がたおやかな女性であったと聞き、その人を思い出させないようにしたいと、性別が定まった際に預けられた妓楼の女達に相談し、鉄火な口調を教わり、台本も書いてもらった。以来、神秘的な容姿に似合わない鉄火な口調で話す。
瘴気を自らの体に集め、体ごと相方の剣に切らせて浄化する。相棒の苦しみを理解しており、「絶対に堕ちない」ことを自らに課している。
ナウルニール（ナニィ）
青玉の使徒。肩下まで伸ばした白い髪と鳩の血の色をした瞳の青年。トリノアークとペアを組むが、このペアはカーラトーニをして「化け物」と言わしめるほどの実力を持つ。カーラトーニ達との付き合いはそれなりに長く、2人よりは年長でありながら「ものぐさ」なコンビと評され、特にカーラトーニには遠慮のない物言いをされる。
ある事件の当事者だったガネルオージェの師匠格だが、彼が言いつけを破ったため現在は破門状態にある。子供石を無数に生み出すことで瘴気をある程度浄化することも出来る強力な使徒だが、相方ともども瘴気を感知する能力は低い。
トリノアーク（トリノ）
紅玉の使徒。金髪に矢車菊の色をした瞳の青年。柄に青玉を埋め込み、紅玉を刀身にした剣を武器として使う。
物事を深く考えることが苦手で、短絡的な行動に出ようとすることが多いため、その度に相方に窘められている。山に縁の深い風の精霊・晴嵐姫（せいらんき）の想い人であったことから、隠れた特技は横笛。
男色の気はないが美人が好きで、好みは相方のナウルニール。そのため、感知能力を借りるために近くの神殿に協力を要請して派遣されてきた、女性の使徒に好意を寄せては、優先順位ゆえに振られている。
シオルリイリ（シオル）
紅水晶の使徒。相棒であるネイドアークに好意を寄せられるが……。
ネイドアーク（ネイド）
月長石の使徒。喪月神の瘴気に取り込まれて正気を失い、好意を寄せるシオルリイリを氷の檻に捕らえる。更に、瘴気の言いなりになったことで、カーラトーニたちとやってきたアラクセイトまで捕らえたが、アラクセイトが浄化の炎を発したため、その後は正気に戻った模様。
ラークラーニ
『海と月の宝石』（『其は天秤をかざす者』収録）に登場。セイタマールの最初の相棒である白真珠の使徒。
喪月神に見込まれており、聖石の子供である娘を守るために相棒に志願し、事件終息の際に命を落とした。彼女の死がきっかけで、伽羅（後のカーラトーニ）に出会うまでセイタマールは仕事を拒否し心を閉ざすようになる。
ウォルセイイ
『玻璃の籠』（『其は水に遊ぶ者』収録）に登場。水晶の使徒。生まれた時に与えられた名はウォルセイヤ。16歳の少女。杉蔭（さんいん）国の王都・鋭樹（えいじゅ）にある地神神殿に籍を置く。
ある事件を調査するべく派遣されたトリノアーク、ナウルニールのコンビに一時的に加わる。この一件で、使徒は時に断罪者の役目も帯びることを胸に刻んだ。彼女特有の特殊能力として、子供石を持たせた聖石の使徒の気配を隠すことが出来る。
クランディーイ
『玻璃の籠』に登場。水晶の使徒で、楠下国寿爽（じゅそう）の神殿に籍を置く。高位の使徒で、姪の命をながらえさせるため、伯爵である義弟と長年共謀するが、子供石を曇らせる。
アリオーニ
『夢紡ぐ聖女』（『其は力を放つ者』収録）に登場。ガネルオージェの養母だった、柘榴石の使徒。自分の子供石を用いて血の病に苦しむ人々を救い、「聖女」として敬われていたが、愛していた男性に裏切られたことがきっかけで、生まれたばかりの彼の子供であるガネルオージェをさらい、自身の願う幸せな夢に呑まれる。その結果瘴気を引き寄せてしまい……。
シャークネーニ（シャーニ）
『狩人の爪』に登場。カーラトーニの12歳年上で、彼女と同じく、性別が流動していた過去を持つ黒真珠の使徒。その意味ではカーラトーニが知る唯一の同朋である。
派遣されたある町で一方的に恋慕され、拒絶したために殺されてしまった。死した後その体が土に返されなかったために瘴気を放つ存在となる。
シイレートル
『狩人の爪』『狩人の覚悟』に登場。芭蕉の地神神殿の副神官長。紅珊瑚の使徒で、若い頃は各地を駆け巡っていた凄腕の使徒だったというが、現在は昼行灯などと噂される。しかし、セイタマールに「狸」と評されたほど老獪な性格。後見している伽羅を可愛がっており、その才能を神殿に閉じ込めずに済むよう、骨を折っている。
現役時代に幾つかの文字を自分流に改変していた癖が残っており、書類には誤字脱字が多いらしい。また、人脈が広く、何故か最上級の妓楼にも伝を持つ。

### 神
神の名の終わりが「イ」音であれば女神、「ウ」音であれば男神で、これに則り、聖石の使徒の使徒名も定められる。
極稀に人間の子供の名付け親となる神もおり、その子供は神の真名を与えられ、（聖石の子供でなくとも）名付け親になった神の眷属である精霊に愛されることとなる。
また、精霊たちはそれぞれの神の子供として呼ばれる。（火の精霊 → イイタールの子供、風の精霊 → イーオダールの子供など）
セイトーリ
世界を作った女神。「瘴の女神」とも呼ばれ、現在は喪月神の瘴気を抱えて長い眠りについているという。彼女の眠りを守るため、聖石の使徒が存在するらしい。
ライアトーリ
太陽神。最初に生まれた女神。
アイルトーリ
海神。珊瑚・真珠の子供（使徒）のみ、アスカニーリ神殿以外にこの神を祭った神殿に籍を置く。
月神との間に珊瑚や真珠を誕生させたためか、海や水の神の守護が強い者は、喪月神の瘴気に引きずられやすいという特徴がある。カンラタールも含め、象徴する色は黒、灰色、透明。
パルムローリ
空神。予言能力を持つ者が在籍する神殿に祭られている。
アスカニーリ
地神。世界の各地に神殿がある。ほとんどの聖石の子供（使徒）がこの神殿に籍を置く。子供である精霊は生まなかったが、その代わり人々に直接加護を与える。象徴する色は茶や黄。聖域の守り人として使徒に自身の名を与えて置いている。
イイタール
火神。ライアトーリの息子。象徴する色は赤と緑。
イーオダール
風神。パルムローリの息子。象徴する色は青や紫。
カンラタール
真水の神。アイルトーリの息子。その特性ゆえに、アイルトーリと同一視されることもある。
シイムタール
三つ子の月神の長男。喪月神。
サイサロール
三つ子の月神の次男。喪月神で、ワレンアイノの体を乗っ取った。大地にある9つの死点に降り立つことをアスカニーリから認められたため、そこには彼の神気が満ちている。
サラムトーリ
三つ子の月神の末っ子。月神の中では唯一の女神。
タイナトーリ
夜神。サラムトーリと協力して星を生み出す。
カリカトーリ
誕生神。ナムラタールとは双子。
ナムラタール
死神。セイトーリから生まれた最後の神でもある。

### その他
ワレンアイノ（ワレン）
ソラミイノの兄。5年前に行方をくらまし、その時の姿のまま帰還したが、月神気を纏っていた。本来は淡い金髪に明るい青の瞳なのだが、喪月神に乗っ取られたため銀髪に銀の瞳になっている。現在は再び行方不明。
サナイート
殊玉の王太子。ファラライネの婚約者。ファラライネと共に名前だけの登場。
イイオーン
『揺籃の瞳』に登場。翼飛から紫蘭に派遣されてきた護衛の1人である少年。海賊に攫われた、緋芭大陸にある神殿の当時の筆頭巫女を母に持つ。母の血ゆえに生粋の翼飛人ではない容姿と特殊な直感力を持ち、エーメンティアの歪められた神託に影響されて、彼女と入れ替わっていたカーラトーニに殺意を抱く。
ファヴラン・ストルール
『蒼の組木箱』に登場。樹翁大陸の蒼炎（そうえん）国首都・雅夜（がや）の貧困街に暮らす、15歳の少年。勘が鋭く探し物を見つけるのが上手いため、それで生計を立てている。それなりの目利き。脱出不可能と言われ、神殿が知る限り唯一生還できた彼が「迷わずの森」へ姫刀自一行を案内することに。実はその誕生さえ隠された蒼炎の王子で、木霊憑きだった。
リィーシャ
ファヴランと同居する、朽葉色の瞳の少女。ある時から度々彼の前に現れ、彼の窮地を救ってきた。実は木霊。
砂金
ソラミイノの怒りの感情を核にして造られた月犬。白金の毛並みと緑の瞳を持つ。当初は瘴気を内側に隠し持つ狼で、アラクセイトとガネルオージェを襲ったが、アラクセイトの機転で瘴気を焼かれて以降はソラミイノの分身とも言うべき存在。
ファーリィン（ファー）
翠濫の涸れかけた泉・翠泉のほとりに住む、カンラタールの息子である青年。
幼い頃に自宅を何者かに襲撃され、まだ赤子の弟と命からがら逃げた過去を持つ。翠濫に来てから水霊の力を借りて火事を沈めたことでカンラタールの息子だと判明し、神子として祭り上げられた上、泉を守るためそのほとりに住まうことに。
ヴァディリン
ファーリィンの弟。自宅が襲撃された時はまだ赤子だった。
かつて、カンラタールの加護を受けた兄に依存して生きる街の人々から彼を解放しようとして事件を起こし、「本来なら死罪になるべきところ」を、恩赦として街を追放された。しかし、密かに舞い戻っており、ワレンアイノの身体を乗っ取って復活したサイサロールに利用される。
ヴィクティーン
ファーリィンとヴァディリン兄弟が引き取られた家の娘。彼女の家は街では富豪とされる家だが、幼い彼らを引き取っていたことから、ヴァディリンが起こした事件の後は針の筵に座らされたような状態になっている。
しかし、自身はカンラタールの神子として崇められ、奉仕を強いられるファーリィンを幼馴染として気遣う。
オサラディーン
外伝の『狩人』三部作に登場。那八の地神神殿の神官長。シイレートルとはなじみの関係であり、セイタマールには「煮ても焼いても食えない」などと評された。

## 用語
聖石（せいせき）
聖石の子供が生まれた時に体のどこかに抱いていた石。彼らにとっては自身の半身ともいえる存在で、聖石の子供が神殿に籍を移すと同時に神殿に保管される。同じ石でも自然の物と聖石とでは聖石の方が硬いが、硬度の差はおおむね自然の物に準拠しているため、何の子供石か分からない場合は他の種類の子供石をこすり付けて硬度を確かめ、推測することが可能。
神々から使徒と定められると、その聖石に神殿関係者にしか分からない神紋が印される。この神紋と同じものを、顔料を使い、半身である子供の手に描く儀式を行うことで、その絆を強め、正式な使徒と認められる。印される神紋は、大抵はひとつだけだが、アラクセイトとソラミイノの聖石には複数印されるという特殊な事態が起こった。
聖石の子供（せいせきのこども）
聖石を抱いて生まれた子供。男女比は大体1：1。生まれる土地によって抱いている石に特徴があり、南の方でしか珊瑚・真珠の子供は生まれないらしい。硬度の高い石を抱いてきた者ほど瘴気を感知する能力が低いとされる。また、貴石や半貴石を抱いて生まれる者の大半が使徒になると言われる。
使徒に選ばれずとも自身の能力を制御する術を学ぶ必要があるため、聖石の子供はそうと判明した時点で神殿へ預けられるのが一般的。また神殿内の学習院では、能力の制御方法の他に薬草などの扱いも学ぶ。使徒になれなかった者はその後神殿を出て、能力を活かして生計を立てることが多い。
聖石の使徒（せいせきのしと）
聖石の子供のうち神々に選ばれた者。聖石の子供と異なり、その籍は神殿に置かれる。水晶の使徒が最も人数が多いと言われている。
原則、お互いの能力を発揮して瘴気を浄化できる相手とペアを組んで行動するが、トリノアークらのように瘴気を感知する能力が低いペアには、感知役の使徒が仕事の間だけ加わる。また、基本的に籍を置く地神神殿に持ち込まれる依頼を受けて派遣されるが、重大事になると他地域の神殿からの依頼を受けて派遣されることもある。ただし、彼らであっても瘴気を浄化するのは難しい。
神々の思惑によっては不老長寿となることもある（師匠コンビはいずれも不老長寿らしい）。
聖石の子供石（せいせきのこどもいし）
聖石の子供や使徒が能力を使った際に生み出す、聖石と同じ種類の石。生み出し方は瞑想する、祈るなど、さまざま。神殿では当座の必要分を除いた残りを寄付するよう定められている。また、この石の力を調整して「お守り石」として売っていたりする。
精霊たちはその属性によって好む石が異なり、使徒たちが精霊に頼みごとをする際のお礼としても利用されるため、規律を無視して仲間内で子供石をやりとりすることも多い。
「玉響」と呼ばれる、子供石同士をぶつけあい澄んだ音を出して周囲を浄化する方法があるが、この浄化法はぶつける石の強度や、広範囲の浄化が難しいという問題もあってあまり行われない。
薬湯（やくとう）
聖石の子供石を使って作った薬。聖石の子供では自身の子供石でしか作れないが、使徒であれば様々な石を組み合わせて作ることが出来る。
神殿（しんでん）
神々を祀った場所であると同時に、聖石の子供を保護し、力の制御法を教える場所。地神アスカニーリの神殿は各地にあり、大抵の聖石の子供や使徒は生まれた土地にあるこの神殿に籍を置くが、珊瑚や真珠といった「海でしか採れない聖石」を抱いて生まれた者は強い水の加護も持つため、海神アイルトーリの神殿にも籍を持つ。なお、空神パルムローリの神殿には、神託を受ける巫女の能力を持つ者が籍を置くらしい。
木霊（こだま）
風の精霊の突然変異種で、樹に宿る。樹翁の「迷わずの森」に多く、気に入った人間に憑くこともある。樹に宿って行動の自由を失った代わりに、気に入った人間の感情に反応して周囲の風霊を抗い難い強制力で操作することも出来る。そのため、木霊憑きの人間は神殿に危険視されている。

### 地名・国名
バルヴァローズ
世界の名前。大陸名や各国の国名、土地の名前は神によって定められたため、変更することは許されない。
豊珠（ほうじゅ）
世界最北の大陸。太陽の恵みが遠いため、大地の多くが万年雪に覆われており貧しい。聖石の子供が多く生まれる土地だが、真珠や珊瑚の子供は生まれない。そのためこの地にやってきた真珠や珊瑚の使徒はその加護が半減する。
玉濫（ぎょくらん）
アラクセイト、ソラミイノの出身国。豊珠の中でも北の方にあるため、冬場は水がすぐに凍る。近隣国は凍琥（とうこ）、殊玉（しゅぎょく）など。不凍湖である想矢湖がある。
被黄（ひおう）
大陸東南部にある小国。あまり水の加護が強くなく、乾燥した砂漠地帯で、貧しい。一番砂漠に近い翠濫（すいらん）という街は、カンラタールの息子であるファーリィンの存在ゆえに滅びずに済んでおり、王都・潤濫（じゅんらん）も含めて不自由ない生活や神殿の恩恵等は富裕層のみが受けられるという異常な状態になっている。王都の地神神殿の神官長はソラミイノの叔父。
玻瑠（はる）
大陸最南端の国。第二都市・晶花（しょうか）の地神神殿に立ち寄った際、ソラミイノに「兄帰還」の報がもたらされた。
針羅（しんら）
七大大陸のひとつ。豊珠よりは南にあるが、その中でも北方にある翼飛（よくひ）の人間は肌や髪の色が薄い。また、翼飛に攻め込まれた文治国家・紫蘭（しらん）がある。
美陶（びとう）
七大陸中最も山岳地の多い大陸。陶器が有名で、技術漏洩を防ぐため入国管理が厳しい。また、ここに生まれる聖石の子供たちは釉薬の原料となる石を抱いていることが多い。服には厚手の布地を使うものの、火の周りで活動しやすいよう身軽な服装が特徴。
灰豊（はいほう）
美陶の中でも一、二を争う大国。
樹翁（じゅおう）
七大大陸のひとつ。シャラクセイタの住む璃楽（りらく）、雷牙（らいが）、蒼炎（そうえん）という国がある。体の線がくっきり出るような布地の少ない衣装を纏うのは水商売の人間とされる。
楠下（だんげ）
大陸南端に位置する国。西北部の爽椋（そうりょう）は国内の避暑地として有名。隣国は杉蔭（さんいん）。
迷わずの森
かつて、ある国から逃れてきた男たちとその末裔が暮らす、不思議な森。初代の男が聖石の子供で、意思ある森の守護を得るため半身を捧げて以来、血族の中に聖石の子供が生まれると、森の中心にある大木にその聖石を捧げてきた。
一族の者以外が踏み込むと、迷ったあげく森から攻撃を受けて出られなくなるか、出られても五体満足とはいいがたい状態になるらしい。そのため、逆の「迷わず」という名がつけられた。
麗矢（れいや）
七大大陸のひとつ。シオルリイダが璃楽から脱出した先。
緋芭（ひば）
七大大陸のひとつ。南の方にあり、七大大陸の中で最も暑い。
芭蕉（ばしょう）
大陸のほぼ中心にあり、四方にある各国と街道で結ばれている国。王都・卯昆（うこん）にあるアスカニーリ神殿が大陸内で最上位とされる。伽羅（のちのカーラトーニ）が最初に籍を置いていたのは卯昆の地神神殿（のちに遊羽へ移される）。また、水に関わる聖石を持つ使徒が多く籍を置く。
春には神殿で大祭が催され、その際には普段出回らないような聖石の守り石も出回ることで有名。
那八（なや）
大陸最南端の海岸線に沿うようにある、細長い国。王都は遊羽（ゆば）。セイタマールは遊羽の地神神殿に籍を置く。
響波（きょうは）
芭蕉から街道を南に行ったところにある、音楽を愛する国民性を持つ国。街道沿いの国境にある街・弥琴（やきん）は音楽が溢れていて、賑やか。弦歌（げんか）という街の地神神殿は、聖石の子供があまり多くないせいか、聖石やそれを抱いてきた子供に関する知識が不十分らしい。
白谷（はくや）
響波の隣国。那八と響波の間にある。王都は朱句（しゅく）。聖石の子供石に音叉を軽くぶつけることで音を出す演奏家の演奏会が開かれていた。

## 聖石
硬度の高い石を抱いて生まれた子供ほど、「瘴気を感知する能力が低い」とされる。石の種類と色によって属性（地・水・火・風）が異なり、それぞれの精霊たちが好む。血赤珊瑚のように水属性でありながら若干火属性を持つものなどもある。
石墨
身体を活性化させ解毒や殺菌の効果がある。燃えるため、燃料としても使える。
翡翠

瑪瑙

赤瑪瑙
止血効果がある。
紅玉
心臓を強化する作用がある。小粒のものでも、薬湯にしたらかなりの効果を発揮する。
青玉
邪を祓う力がある。小粒のものでも、薬湯にしたらかなりの効果を発揮する。
黄玉
滋養強壮効果がある。ただし、この石を抱いて生まれる子供は滅多にいない。
金剛玉

金剛石
自浄作用があり、ある程度の瘴気なら浄化してしまうらしい。自然の物と同様、最強の硬度を誇る。
緑柱石
アラクセイトがお守りとして受け取った石の1つ。効果は今のところ不明。
月長石
薬湯にした際の効果などは不明だが、喪月神の瘴気に惹かれやすい石のひとつ。
柘榴石
血が原因の病を癒す効果がある。
杉石
浄化能力が高く、心身を活性化し、洞察力を高める。
水晶

砂金水晶
精神面の均衡を保つ効果がある。
煙水晶

紅水晶

紫水晶

黄水晶

淡水真珠
解毒、浄化作用がある。
菫青石
薬湯にした際の効果は不明だが、風の精霊が好む色であるため、彼らに頼みごとをする際のお礼として登場。
血赤珊瑚
炎による浄化と水による解毒、両方の作用をバランスよく持つ。

## 既刊一覧
- 前田珠子（著）・山本鳥尾（イラスト） 『聖石の使徒』 集英社〈コバルト文庫〉、全11巻
  1. 「其は焔をまとう者」2001年8月10日第1刷発行（7月27日発売[4]）、ISBN 4-08-614886-2
  2. 「其は力を放つ者」2001年11月10日第1刷発行（11月2日発売[5]）、ISBN 4-08-600025-3
  3. 「其は天秤をかざす者」2002年1月10日第1刷発行（2001年12月21日発売[6]）、ISBN 4-08-600052-0
  4. 「其は天秤をかざす者II」2002年6月10日第1刷発行（6月1日発売[7]）、ISBN 4-08-600102-0
  5. 「其は水に遊ぶ者」2003年1月10日第1刷発行（2002年12月25日発売[8]）、ISBN 4-08-600204-3
  6. 「其は水に遊ぶ者II」2003年4月10日第1刷発行（3月28日発売[9]）、ISBN 4-08-600249-3
  7. 「揺籃の瞳」2004年8月10日第1刷発行（7月27日発売[10]）、ISBN 4-08-600458-5
  8. 「蒼の組木箱」2005年5月10日第1刷発行（4月28日発売[11]）、ISBN 4-08-600540-9
  9. 「狩人の爪」2007年10月10日第1刷発行（10月2日発売[12]）、ISBN 978-4-08-601077-1
  10. 「狩人の覚悟」2010年5月10日第1刷発行（4月27日発売[13]）、ISBN 978-4-08-601403-8
  11. 「狩人の宝」2011年5月10日第1刷発行（4月28日発売[14]）、ISBN 978-4-08-601521-9